# Seuzey
Seuzey es una comuna francesa situada en el departamento de Mosa, en la región de Gran Este.

## Demografía
| 140 | 121 | 98 | 92 | 81 | 87 | 106 |
| Para los censos de 1962 a 1999 la población legal corresponde a la población sin duplicidades (Fuente: INSEE [Consultar]) |     |    |    |    |    |     |